# Bathycrinicola curta
Bathycrinicola curta is een slakkensoort uit de familie van de Eulimidae. De wetenschappelijke naam van de soort is voor het eerst geldig gepubliceerd in 1972 door Warén.